# Èleos
En la mitologia grega, Èleos (grec antic: Έλεος) era la personificació de la pietat, la caritat i la misericòrdia. Aquest esperit benigne era filla d'Èreb i Nix, i tenia com a oposat Anaideia, la crueltat. Els seus germans eren Caront, Hèmera, Èter i Epífron.
Èleos tenia un altar a l'àgora d'Atenes. Tal com relata Pausànies:
| «                                           | «Els atenesos són els únics entre els hel·lens que adoren aquest ésser diví, i entre tots els déus és el més útil per a la vida humana en totes les seves vicissituds» | » |
| — Pausànies. Descripció de Grècia, I, 17, 1 | |   |

.
Era un temple de decoració modesta, sense estàtues ni rituals, ja que la deessa vivia només en els cors dels homes. En aquest temple s'escoltava tots els suplicants dia i nit per molt cruels que poguessin ser els seus crims. Per això aquells que imploraven l'asil dels atenesos, com Adrast o els heraclides, acudien a l'altar d'Èleos demanant clemència. El seu equivalent romà era Misericòrdia.